# 吉野村 (香川県)
吉野村（よしのむら）は、香川県仲多度郡にあった村。現在のまんのう町吉野。

## 歴史
- 1890年2月15日 - 町村制施行に伴い、那珂郡吉野上村（よしのかみむら）が吉野村に改称。
- 1899年4月1日 - 那珂郡が多度郡と合併し、仲多度郡となる。
- 1955年4月1日 - 四条村・神野村と合併し、満濃町が発足。同日付で吉野村が廃止。